# مارك دي موري
مارك دي موري (بالإنجليزية: Mark de Mori)‏ مواليد 11 فبراير 1982 في برث، أستراليا الغربية، هو ملاكم محترف أسترالي يصنف ضمن فئة الوزن الثقيل.

## إحصائيات
خاض خلال مسيرته 34 نزالا، فاز في 30 وتعادل في 2 وخسر في 2. فاز بالضربة القاضية في 26 نزالا.

## وصلات خارجية
- مارك دي موري على موقع بوكس ريك (الإنجليزية) (registration required)
- الموقع الرسمي